# Сент-Джордж-Уорф-Тауэр
Сент-Джордж-Уорф-Тауэр (англ. St George Wharf Tower), также известная как Воксхолльская башня (англ. Vauxhall Tower) — жилой небоскрёб в Воксхолле, Лондон. Является частью квартала Сент-Джордж-Уорф. Имеет 50 этажей и высоту 181 м. По состоянию на 2021 год входит в двадцатку самых высоких зданий Лондона, а на момент постройки являлось самым высоким жилым зданием Великобритании.
Во время строительства в 2013 году с краном на здании столкнулся и упал на землю вертолет, в результате чего погибло двое человек.

## Особенности конструкции

План этажа

Башня в плане напоминает пятилепестковую вертушку, закрученную против часовой стрелки. Обычно на этаже располагается пять квартир с разделительными стенами, расходящимися от центрального круга. 
Здание разделено на три отдельные части: основание, в котором находятся коммунальные службы, вестибюль, конференц-зал, тренажерный зал, спа-салон и бассейн; среднюю часть, в которой располагается большинство квартир; и верхнюю часть, где диаметр здания ступенчато уменьшается, чтобы создать террасы с круговым обзором, и завершающуюся ветрогенератором крыше.
Ветряная турбина, произведенная британской компанией Matilda’s Planet, обеспечивает общее освещение башни, практически не создавая шума и вибрации. В основании башни находится водозабор, поставляющий воду из лондонского водоносного горизонта. Зимой часть тепла от воды направляется для обогрева квартир. По сравнению с аналогичными зданиями, башня требует на две трети меньше энергии и производит от половину до двух третей меньше выбросов углекислого газа. Для улучшения термоизоляции использовано тройное остекление окон и вентилируемые жалюзи между стеклами, чтобы ещё сильнее уменьшить приток тепла от прямых солнечных лучей.
Для роскошных нижних пентхаусов предусмотрены специальные лестницы. Эти апартаменты и лестницы имеют зеркальную симметрию. В одной из этих квартир открывается круговой вид на Лондон. Бассейн в этой квартире на момент постройки был самым высотным в городе.

## Планирование
В соответствии с рекомендациями государственного архитектурного органа, Комиссии по архитектуре и искусственной среде, были поданы и впоследствии отозваны две заявки на строительство. Окончательное решение было принято заместителем премьер-министра Джоном Прескоттом в 2005 году, и башня была одобрена вопреки решению инспектора по планированию и несмотря на предупреждения собственных советников Прескотта о том, что она «может создать прецедент для беспорядочного строительства очень высоких зданий по всему Лондону».

## Строительство
Строительство началось в марте 2010 года. К октябрю 2012 года стальной каркас и центральная часть достигли полной высоты, началась установка ветряной турбины. Здание было готово в январе 2014 года.

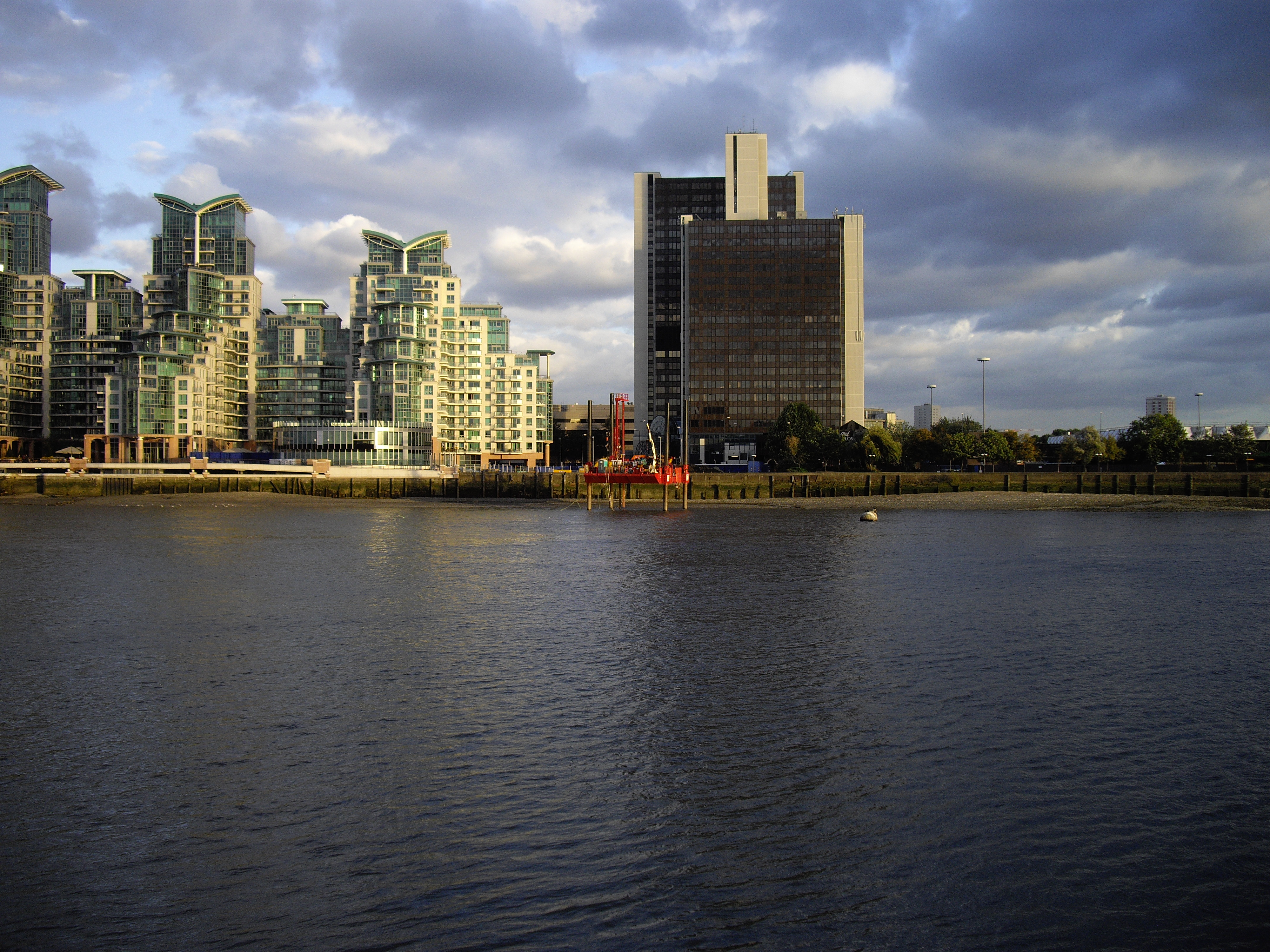
Место будущего строительства в сентябре 2009 года
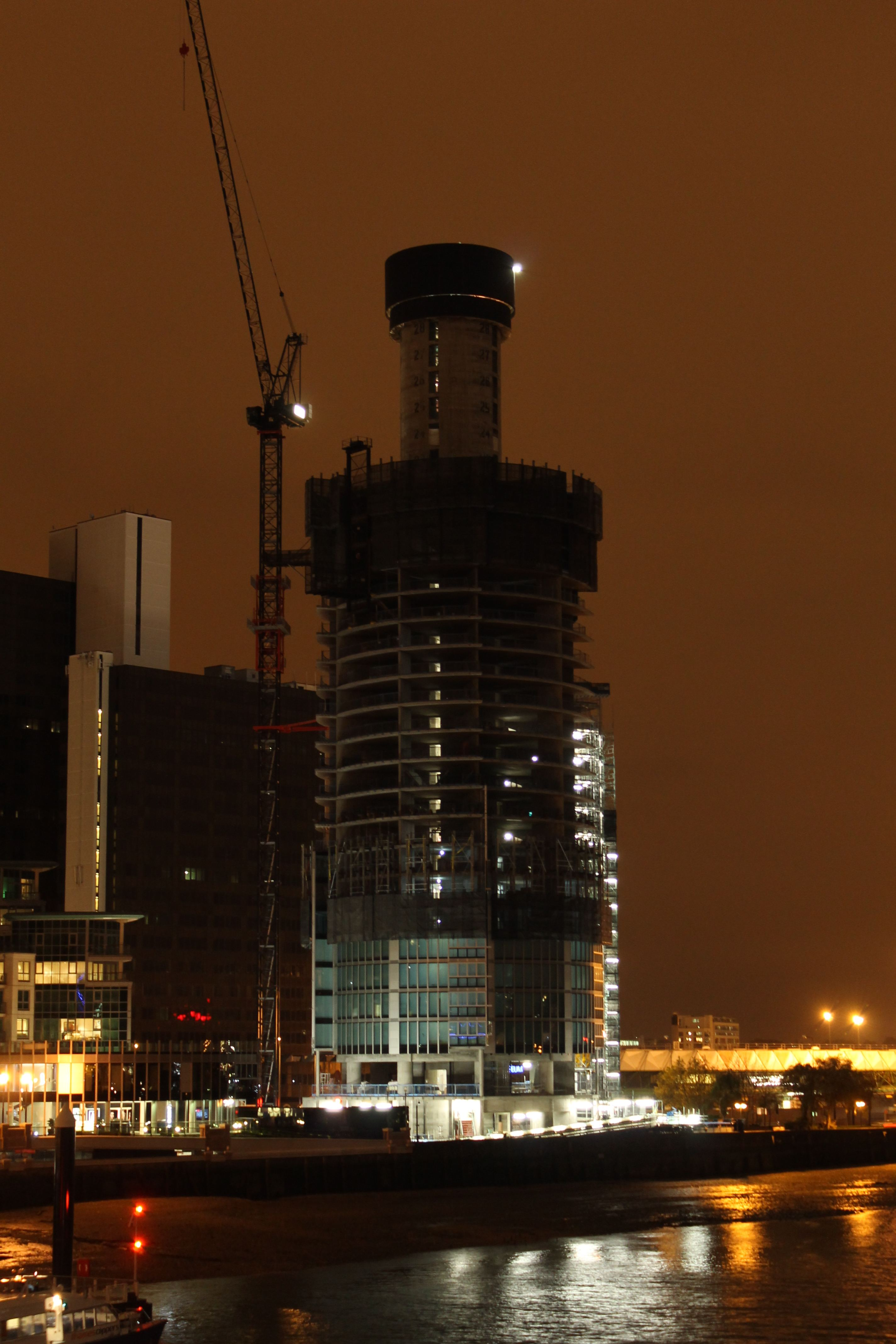
Ноябрь 2011 года
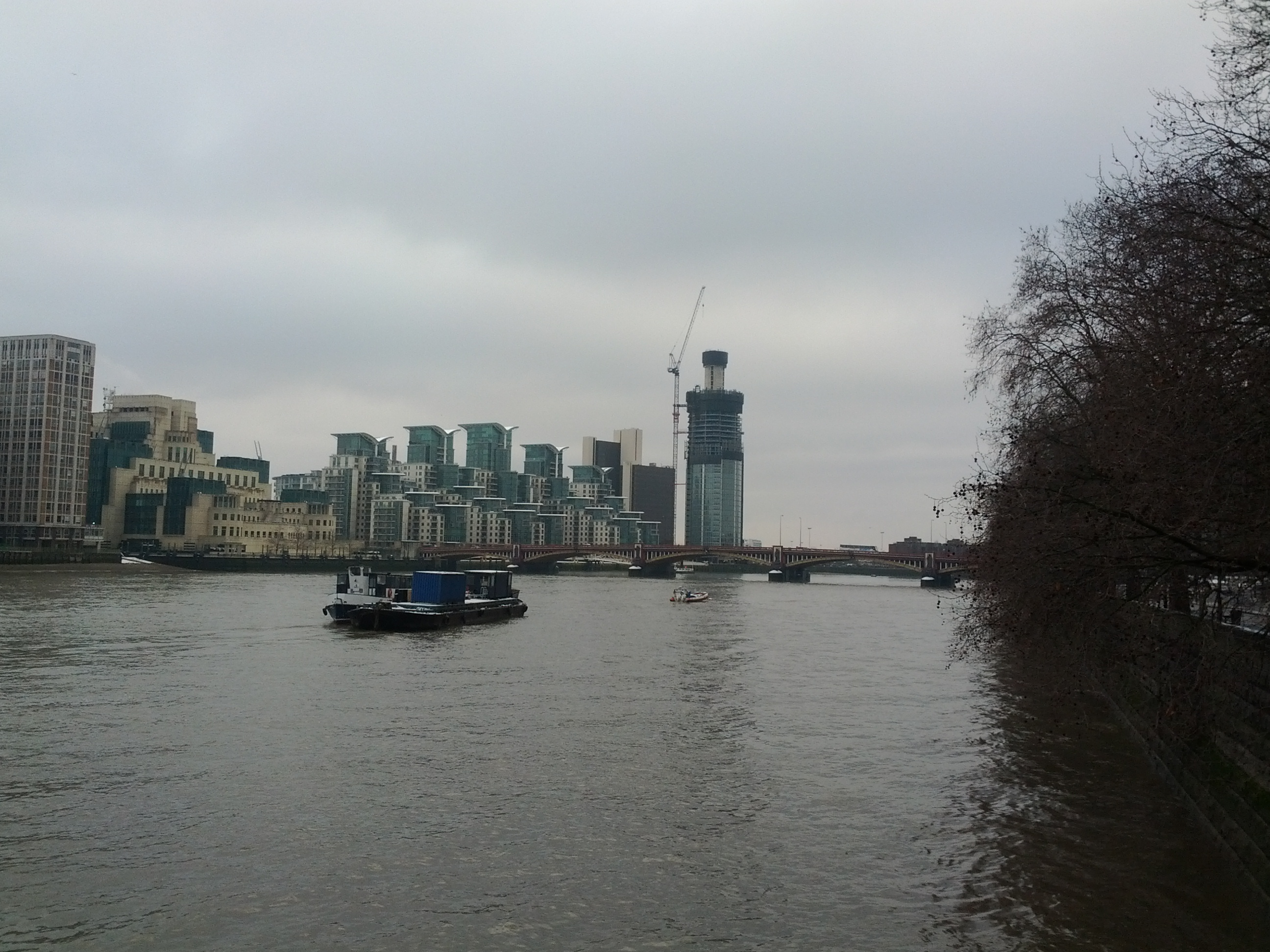
Февраль 2012 года
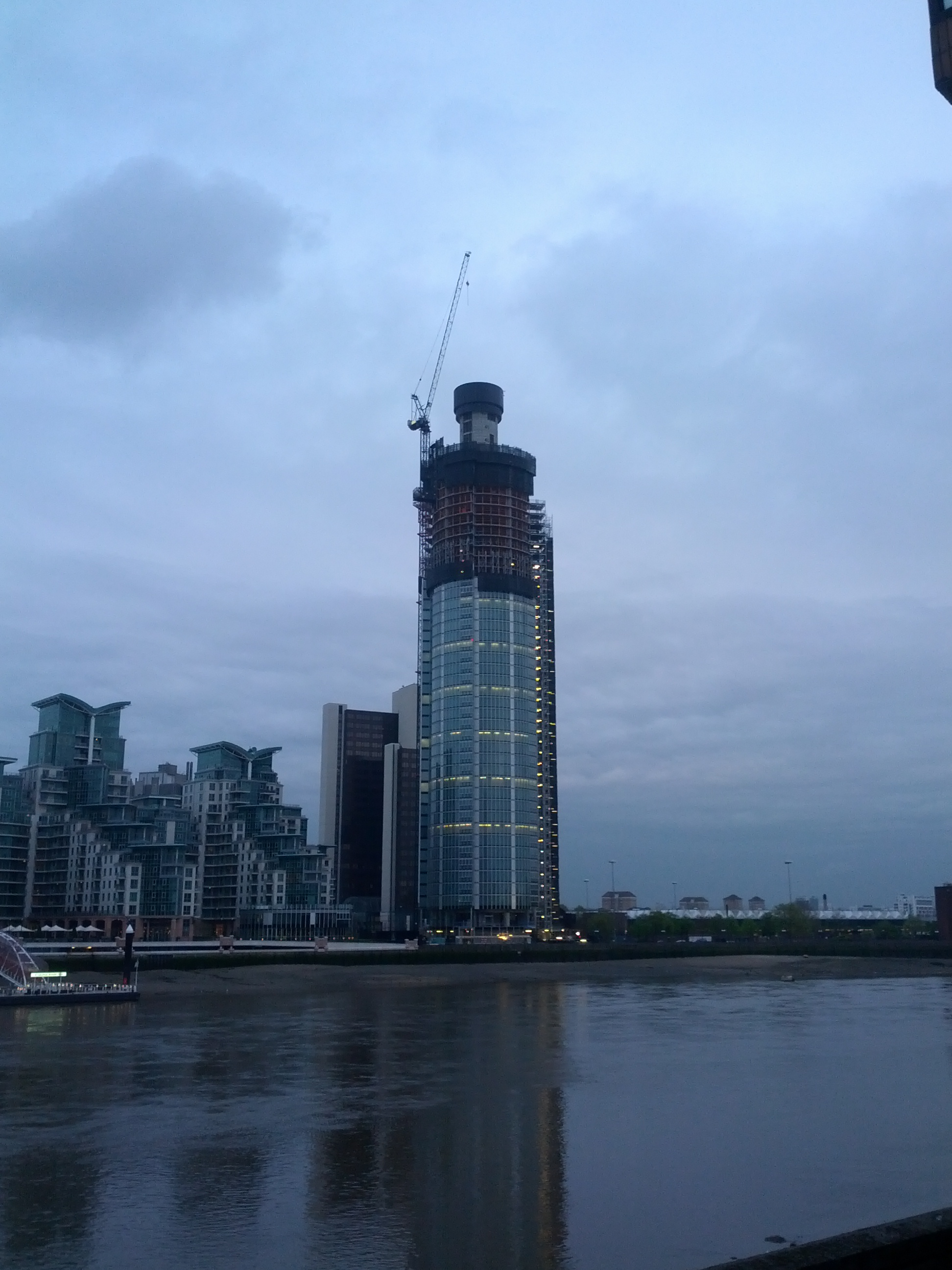
Май 2012 года
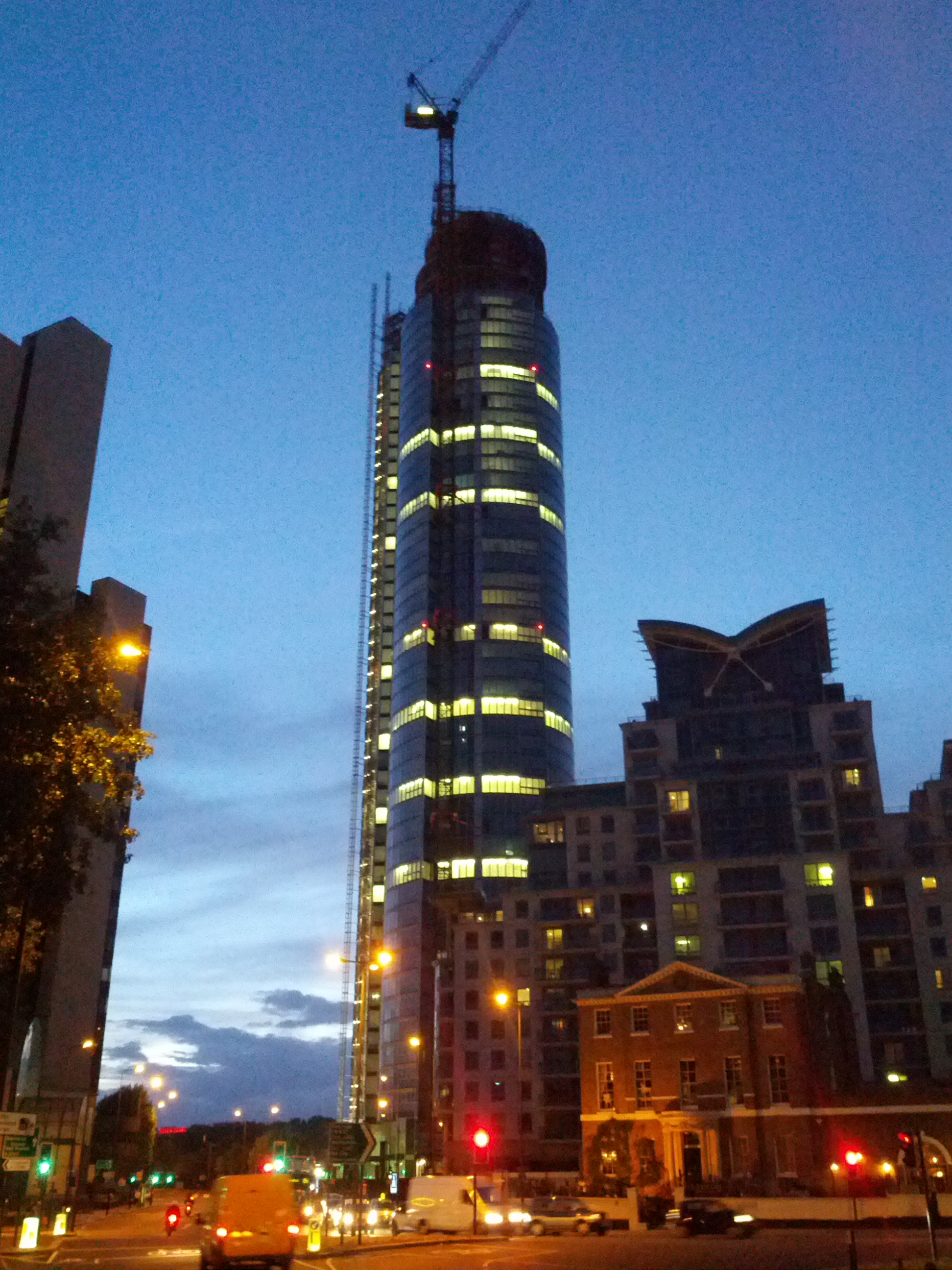
Сентябрь 2012 года
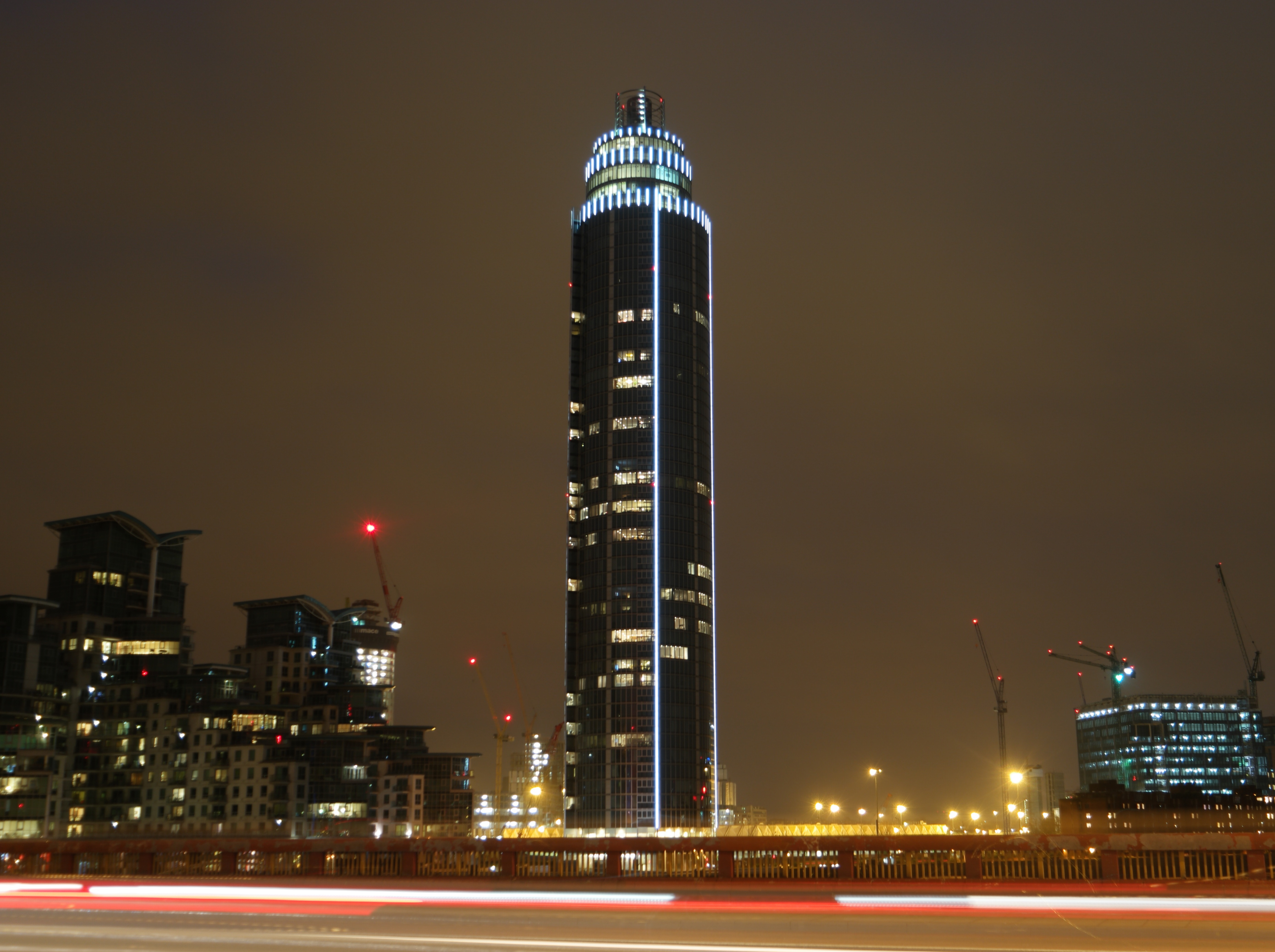
Февраль 2016 г.

## Крушение вертолета

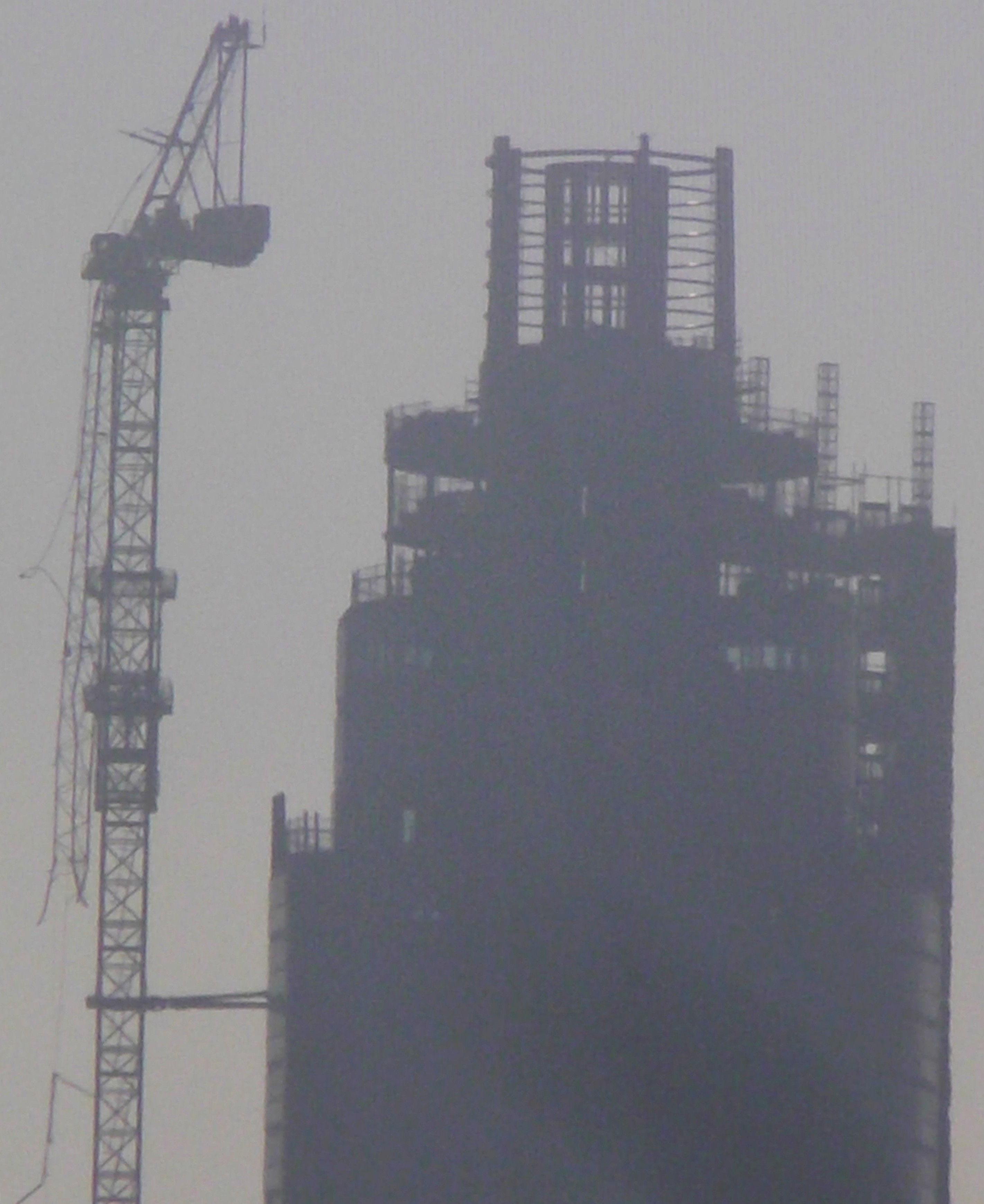
Повреждение стрелы крана в результате авиакатастрофы

16 января 2013 года примерно в 8 часов утра вертолет AgustaWestland AW109 врезался в строительный кран, прикрепленному к почти завершенному зданию, а затем упал на Уондсворт-роуд. В результате погибли два человека, были повреждены два автомобиля на улице, загорелись два близлежащих здания. Одним из погибших был пилот, летевший один; другой погибший — пешеход. Кран оказался серьёзно поврежден в результате катастрофы, но крановщик опоздал на работу и поэтому во время столкновения не находился в кабине.

## Номинация на Кубок Карбункула
В августе 2014 года башня вошла в шорт-лист Кубка карбункула, присуждаемого журналом Building Design. В конечном итоге приз был присуждён зданию Вулидж-Сентрал, а Сент-Джордж-Уорф-Тауэр заняла второе место.

## Владельцы квартир
В мае 2016 года газета The Guardian сообщала, что 131 из 210 квартир, на которые имелись документы о праве собственности, находились принадлежали иностранным гражданам. Владельцем пятиэтажного пентхауса была названа семья Андрея Гурьева. Другими владельцами были Эбитими Баниго и Виталий Орлов (купивший весь 39-й этаж). В 184 квартирах никто не был зарегистрирован в качестве избирателя на британских выборах.